# Instrument de percussió
Un instrument de percussió és la família d'instruments musicals més gran que existeix, ja que aquesta té un gran nombre d'instruments amb característiques molt diverses. Aquestes diferències són degudes a molts factors: el so que s'obté, les característiques físiques i la tècnica emprada. No obstant això, tots segueixen una característica comuna que els engloba dins d'un mateix grup: els instruments de percussió generen el seu so pel xoc que produeixen uns percussors (maces, baquetes, masses, mans, etc.) contra una superfície, que pot ser de materials molt diversos (metall, fusta, pell, polímer, etc.).
Tanmateix, els percussors emprats en la majoria d'instruments de percussió és la baqueta, encara que normalment es toca amb més d'una a excepció d'alguns instruments.

## Història
No es pot determinar l'època de creació de la percussió, ja que es pot dir que aquesta sempre ha existit. (Per exemple: una poma que cau de l'arbre crea un so, un volcà que està en erupció executa un ritme, etc.) No obstant això, podem dir que els primers ritmes que es van fer amb una certa experimentació artística van ser produïts pel cos humà, ja que un grup de persones donant-se lleugers cops en diverses parts del cos poden crear ritmes. Per això es pot dir que la percussió no neix en un lloc concret ni en cap moment històric determinat.
Per un altre costat, però, sí que s'han creat uns instruments de percussió diferents depenent del lloc geogràfic. Per exemple de l'Àfrica subsahariana provenen els cascavells, del Pròxim Orient les timbales, de l'Amèrica del Nord el vibràfon, de l'Amèrica Central i del Sud les maraques, de l'Àsia central el pandero, de l'Àsia Meridional els plats, de l'Àsia Oriental la caixa xinesa, de l'Àsia Sud-Oriental el gong, de l'Àsia Nord-Oriental el güiro, de les Filipines i Indonèsia el salteri, d'Oceania el morter. També hi ha instruments d'origen europeu com el glockenspiel que prové d'Alemanya o el tambor tradicional.

## Classificacions
Moltes vegades s'ha intentat classificar els diversos instruments de percussió sense aconseguir una única classificació. A continuació es citen les més importants:
1. sistema xinès de classificació:
  - Fusta: caixa xinesa, etc.
  - Metall: campana tubular, plats, gong, etc.
  - Pedra: pedres tibetanes, etc.
  - Bambú: anklung, birimbao, etc.
  - Terra: tambors de fang, etc.
  - Pell: tambor, bombo, etc.
  - Carabassa: güiro, etc.
  - Seda: salteri, arcs musicals, etc.
2. Classificació tradicional segons el so que produeix la superfície en ser percudida:
  - So definit: generen un so definit que es pot identificar amb una nota determinada. Per exemple: vibràfon, marimba, xilòfon, glockenspiel, timbales, etc.
  - So indefinit: creen un so indefinit al qual no se li atribueix cap nota determinada, encara que sovint es disposa d'instruments que posseeixen molts harmònics, com per exemple: plats, caixa, bongós, triangle, etc.
3. Classificació segons les àrees d'estudi: És una classificació referida a les diverses àrees d'estudi que han de realitzar els o les percussionistes, la qual s'empra en els conservatoris.
  - Membranes: Caixa i timbales.
  - Làmines: marimba, vibràfon i xilòfon.
  - Accessoris orquestrals o petita percussió: bombo, plats, pandereta, triangle, etc.
  - Multi-percussió: Grup heterogeni de diversos instruments tocats per un sol intèrpret. També anomenat col·loquialment "set up".
  - Percussió ètnica: Tambors d'acer, instruments llatinoamericans, percussió africana, tambors japonesos, instruments àrabs, instruments indis i altres.
  - Bateria (instrument musical): és un instrument de multi-percussió, però el seu estudi requereix una especialització.
4. Classificació de Sachs-Hornbostel:
  - Idiòfons: Produeixen el so a través de la vibració del seu propi cos. Segons la manera en què entren en estat de vibració es divideixen en: entrexocats, percudits, puntejats, raspats, fregats i sacsejats.
  - Membranòfons: Produeixen el so a través d'una membrana, de pell o polímer, estirada sobre un casc o recipient que fa de caixa de ressonància. Hi ha dos tipus bàsics:
    - Mirlitó.
    - Tambors:
      - Tambors tubulars: caixa, derbouka, djembe, etc.
      - Tambors semiesfèrics: timbales.
      - Tambors de marc: pandereta, pandero, aret, etc.
      - Tambors de fricció: simbomba, cuíca, etc.

  - Cordòfons: produeixen el so a través d'una o diverses cordes tensades; porten una caixa de ressonància que serveix per amplificar el so. Es poden percudir:
    - Directament: arc musical, saltiri.
    - Per fregament: rugit de lleó.

  - Aeròfons: la vibració de l'aire produeix el so. Poden ser de:
    - So determinat: flauta d'èmbol.
    - So indeterminat: sirena, xiulet, clàxon, etc.

  - Electròfons: produeixen o modifiquen el so mitjançant sistemes electrònics i/o informàtics. Micròfons de contacte sobre instruments normals, tambor sintetitzat o electrònic: "synare", "syndrum", caixa de ritmes, controladors de percussió, instruments digitals de làmines (KAT) i bateria electrònica.